# Worminghall
Worminghall es una parroquia civil situada en el distrito de Buckinghamshire, en Inglaterra (Reino Unido). Según el censo de 2021, tiene una población de 580 habitantes.
Está ubicada al norte de la región del Sudeste de Inglaterra, cerca de la frontera con las regiones de Este de Inglaterra y Midlands del Este, al sur de Milton Keynes y al noroeste de Londres.